# Janovice
Janovice (in polacco Janowice, in tedesco Janowitz) è un comune ceco del distretto di Frýdek-Místek, nella regione di Moravia-Slesia.
Il comune ricopre una superficie di 13,14 km² e nel 2010 contava una popolazione di 1.178 abitanti.

## Storia
La prima menzione scritta del paese risale al 1573.